# دسامبر ۲۰۱۱
دسامبر ۲۰۱۱، یکی از ماه‌های ۲۰۱۱ (میلادی) است.
آغاز آن، روز پنجشنبه برابر با ۱۰ آذر ۱۳۹۰ خورشیدی.

## رویدادها
- درگاه: وقایع کنونی/وقایع ۳ دسامبر ۲۰۱۱
- درگاه: وقایع کنونی/وقایع ۶ دسامبر ۲۰۱۱
- درگاه: وقایع کنونی/وقایع ۱۳ دسامبر ۲۰۱۱
- درگاه: وقایع کنونی/وقایع ۱۴ دسامبر ۲۰۱۱
- درگاه: وقایع کنونی/وقایع ۱۵ دسامبر ۲۰۱۱
- درگاه: وقایع کنونی/وقایع ۱۶ دسامبر ۲۰۱۱
- درگاه: وقایع کنونی/وقایع ۱۷ دسامبر ۲۰۱۱
- درگاه: وقایع کنونی/وقایع ۱۸ دسامبر ۲۰۱۱
- درگاه: وقایع کنونی/وقایع  ۱۹ دسامبر ۲۰۱۱
- درگاه: وقایع کنونی/وقایع ۲۰ دسامبر ۲۰۱۱
- درگاه: وقایع کنونی/وقایع ۲۱ دسامبر ۲۰۱۱
- درگاه: وقایع کنونی/وقایع ۲۲ دسامبر ۲۰۱۱
- درگاه: وقایع کنونی/وقایع ۲۳ دسامبر ۲۰۱۱
- درگاه: وقایع کنونی/وقایع ۲۵ دسامبر ۲۰۱۱
- درگاه: وقایع کنونی/وقایع ۲۶ دسامبر ۲۰۱۱
- درگاه: وقایع کنونی/وقایع ۲۷ دسامبر ۲۰۱۱
- درگاه: وقایع کنونی/وقایع ۲۸ دسامبر ۲۰۱۱
- درگاه: وقایع کنونی/وقایع ۲۹ دسامبر ۲۰۱۱